# Nasze zwierzaki: maleńkie stworzenia
Nasze zwierzaki: maleńkie stworzenia (ang. My Pet & Me: Teeny Tiny Creatures) – brytyjski program popularnonaukowy skierowany do widzów w wieku przedszkolnym. Produkowany jest przez BBC. Jego światowa premiera odbyła się 15 lutego 2021 roku na antenie CBeebies. 
W Polsce program ten emitowany jest z polskim dubbingiem również przez CBeebies, od 12 lipca 2021 roku.

## Opis formatu
Prowadzący odkrywają fascynujący świat maleńkich zwierząt, gadów oraz owadów. W każdym odcinku opowiadają o innym stworzeniu. Widzowie poznają jego cechy charakterystyczne, dowiadują się, czym się żywi i kto się żywi nim oraz jaką rolę odgrywa w ekosystemie.

## Prowadzący
Lista prowadzących program Nasze zwierzaki: maleńkie stworzenia.
| Naziwsko          | Seria   | Liczba odcinków |
| ----------------- | ------- | --------------- |
| Rory Crawford     | 1. i 2. | 25              |
| Ferne Corrigan    | 1.      | 10              |
| Chantelle Lindsay | 2.      | 15              |

## Wersja polska
Wystąpili:
- Józef Grzymała – Rory Crawford
- Aleksandra Radwan – Ferne Corrigan
- Marta Markowicz – Chantelle
- Bruno Owsikowski – Sandy

i inni
Wykonanie piosenek:
- Józef Grzymała
- Aleksandra Radwan

i inni

## Streaming
W Wielkiej Brytanii odcinki programu dostępne są na platformie BBC iPlayer, z kolei w Polsce można oglądać je w usłudze BBC Player.